# Bryssel-Zaventems flygplats

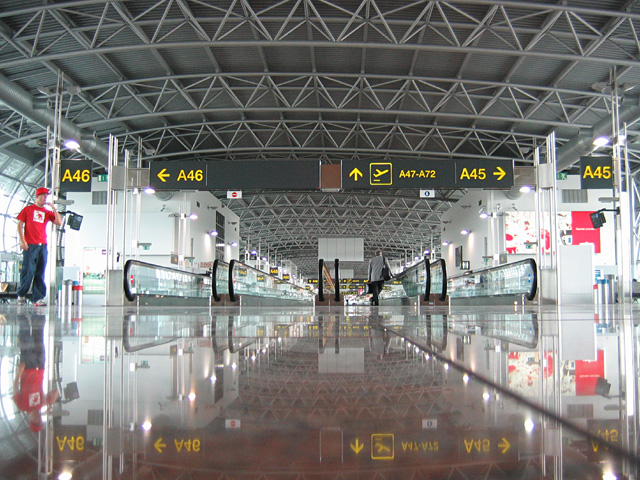
Terminalen.

Bryssel-Zaventems flygplats (IATA: BRU, ICAO: EBBR) (nederländska: Luchthaven Brussel, franska: Aéroport de Bruxelles) är en internationell flygplats i kommunen Zaventem, 12 kilometer nordöst om Bryssel, Belgien. Flygplatsen trafikerades av 21 818 418 passagerare 2016, vilket var en minskning med 7 procent jämfört med föregående år.
Minskningen berodde på att flygplatsen behövde hålla stängt 11 dagar efter Terrordåden i Bryssel 2016 för reparationsarbeten.

## Terminaler
Det finns tre terminaler, kallade A, B och T. Terminal T, som används för flygningar till Afrika, är dock en avgränsad del av terminal A. Terminal A används för flygningar inom Schengenområdet. Även Brussels Airlines dagliga flygning till New York avgår också från Terminal 1. Terminal B används för övriga flygningar. Reguljära inrikesflygningar existerar ej. All incheckning och utlämning av bagage sker i terminal B. Det är en 400 m underjordisk gång mellan terminal A och B.

## Marktransport
Det finns en järnvägsstation under terminal B. Därifrån finns lokaltåg till centrala Bryssel, vissa regionaltåg och Thalys höghastighetståg till Paris.

## Historia
Ett flygfält byggdes på området 1940. Efter andra världskriget beslutades det att bygga ut området till nationell huvudflygplats, vilken invigdes 1948. Den gamla flygplatsen i Haren hade inte ett bra läge. Nya flygplatsbyggnader byggdes 1958 i stadsdelen Zaventem. De äldre byggnaderna låg på andra sidan banorna i stadsdelen Melsbroek och används nu för flygvapnet. Nuvarande Terminal A byggdes 2002.

### Terrordåden 2016
Den 22 mars 2016 skedde ett bombattentat mot flygplatsen när två bomber sprängdes i avgångshallen.

## Utbildning
- Sabena Flight Academy